# Espadaea amoena
Genre
Espèce
Classification APG III (2009)
Espadaea amoena est une espèce de plantes à fleurs de la famille des Goetzeaceae selon la classification de Cronquist, ou de la famille des Solanaceae selon la classification APG III. C'est l'unique représentant du genre Espadaea. C'est un arbre endémique de Cuba.

## Liste d'espèces
Selon NCBI (2 mars 2012) :
- Espadaea amoena

### GenreEspadaea
- (en) GRIN : genre Espadaea  A. Rich. (+liste d'espèces contenant des synonymes) (consulté le 26 mai 2013)
- (en) NCBI : Espadaea (taxons inclus) (consulté le 26 mai 2013)

### EspèceEspadaea amoena
- (en) GRIN : espèce Espadaea amoena  A. Rich. (consulté le 26 mai 2013)
- (en) NCBI : Espadaea amoena (taxons inclus) (consulté le 26 mai 2013)